# Mouhoun III
Mouhoun III est une commune rurale située dans le département de Poura de la province des Balé dans la région de la Boucle du Mouhoun au Burkina Faso.